# Halle Open 1999 - Qualificazioni doppio
Le qualificazioni del doppio  dell'Halle Open 1999 sono state un torneo di tennis preliminare per accedere alla fase finale della manifestazione. I vincitori dell'ultimo turno sono entrati di diritto nel tabellone principale. In caso di ritiro di uno o più giocatori aventi diritto a questi sono subentrati i lucky loser, ossia i giocatori che hanno perso nell'ultimo turno ma che avevano una classifica più alta rispetto agli altri partecipanti che avevano comunque perso nel turno finale.
Le qualificazioni del doppio del torneo Halle Open 1999 prevedevano 4 coppie partecipanti di cui una è entrata nel tabellone principale.

## Teste di serie
1. Andrew Painter /  Byron Talbot (primo turno)

1. Tuomas Ketola /  Guillaume Raoux (primo turno)

## Qualificati
1. Karsten Braasch  /   Franz Stauder

## Tabellone

### Legenda
| - Q = Qualificato - WC = Wild card - LL = Lucky loser | - ALT = Alternate - SE = Special Exempt - PR = Protected Ranking | - w/o = Walkover - r = Ritirato - d = Squalificato |

|  | Primo turno | Primo turno                   | Primo turno                   | Primo turno | Primo turno |  |  | Ultimo turno                  | Ultimo turno                  | Ultimo turno                  | Ultimo turno | Ultimo turno |  |
|  |             |                               |                               |             |             |  |  |                               |                               |                               |              |              |  |
|  |             | Karsten Braasch Franz Stauder | Karsten Braasch Franz Stauder | 7           | 6           |  |  |                               |                               |                               |              |              |  |
|  | 1           | Andrew Painter Byron Talbot   | Andrew Painter Byron Talbot   | 6           | 1           |  |  | Karsten Braasch Franz Stauder | Karsten Braasch Franz Stauder | Karsten Braasch Franz Stauder | 6            | 6            |  |
|  |             | Andrei Pavel Gabriel Trifu    | 6                             | 7           | 7           |  |  | Andrei Pavel Gabriel Trifu    | Andrei Pavel Gabriel Trifu    | Andrei Pavel Gabriel Trifu    | 4            | 4            |  |
|  | 2           | Tuomas Ketola Guillaume Raoux | 7                             | 5           | 6           |  |  |                               |                               |                               |              |              |  |